# Anthracobia nitida
Anthracobia nitida är en svampart som beskrevs av Boud. 1907. Anthracobia nitida ingår i släktet Anthracobia och familjen Pyronemataceae.   Inga underarter finns listade i Catalogue of Life.